# 比库尔
比库尔（法語：Buicourt，法語發音：[bɥikuʁ]）是法国瓦兹省的一个市镇，属于博韦区。

## 地理
比库尔（49°32'24"N, 1°49'9"E）面积3.51 平方千米，位于法国上法蘭西大區瓦兹省，该省份为法国北部内陆省份，北起索姆省，西接厄尔省和滨海塞纳省，南至塞纳-马恩省和瓦兹河谷省，东临埃纳省。
与比库尔接壤的市镇（或旧市镇、城区）包括：埃斯卡姆、热尔伯鲁瓦、阿纳什、埃库尔、旺贝。

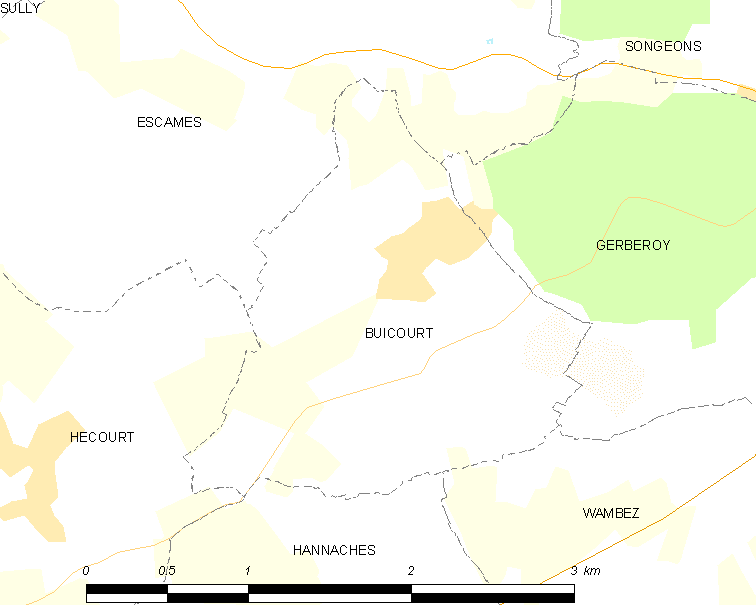
比库尔的OSM定位图

比库尔的时区为UTC+01:00、UTC+02:00（夏令时）。

## 行政
比库尔的邮政编码为60380，INSEE市镇编码为60114。

## 政治
比库尔所属的省级选区为格朗维利耶县。

## 人口

1962-2008年间比库尔人口变化图示

比库尔于2022年1月1日时的人口数量为148人。